# Story of Seasons (trò chơi điện tử)
Story of Seasons, được biết đến ở Nhật Bản với tên Bokujō Monogatari: Tsunagaru Shin Tenchi (牧場物語 つながる新天地 còn gọi là Ranch Story: Link to The New World), là một trò chơi mô phỏng nông nghiệp do Marvelous Entertainment phát triển cho hệ máy Nintendo 3DS. Trò chơi phát hành tại Nhật Bản ngày 27 tháng 2 năm 2014 và ở Bắc Mỹ ngày 31 tháng 3 năm 2015.
Đây là trò chơi đầu tiên không thuộc thương hiệu Harvest Moon ở Bắc Mỹ do Natsume sở hữu tên, và là phiên bản bản đầu tiên do XSeed Games (hay còn gọi là Marvelous USA) dịch và phát hành.
Trò chơi đi theo cùng một tuyến với phần còn lại của loạt, trong đó người chơi sẽ vào vai một nông dân. Người chơi có thể chọn đóng vai một chàng trai hoặc cô gái và lựa chọn giữa hai cấp độ khó khi bắt đầu trò chơi. Không thể thay đổi độ khó một khi đã chọn. Có rất nhiều việc để làm trong trò chơi như sản xuất cây trồng và chăn nuôi. Trò chơi cũng giới thiệu các nhân vật mới, bao gồm một nữ thần và một phù thủy tí hon.

## Cốt truyện
Mở đầu, nhân vật chính một ngày nọ đang cảm thấy chán nản với cuộc sống bình thường thì bất ngờ nhận được một tờ thông báo chiêu mộ nông dân ở Thị trấn Oak Tree. Quyết định mạo hiểm từ bỏ tất cả, người chơi chuyển đến ngôi làng nhỏ.
Có bốn nông dân khác sống ở Thị trấn Oak Tree, họ sẽ dạy người chơi cách điều hành trang trại mới. Mục tiêu cuối cùng là mở khóa tất cả bảy nhà cung cấp bằng cách đáp ứng các yêu cầu nhất định và biến Thị trấn Oak Tree trở thành thành phố thương mại nổi tiếng đẳng cấp quốc tế.
Nhiều loại hạt giống, vật phẩm, tòa nhà và động vật sẽ xuất hiện thông qua việc mở khóa các nhà cung cấp. Cùng với sự giúp đỡ của các nông dân NPC, người chơi chắc chắn sẽ thành công.

## Lối chơi
Theo Hashimoto Yoshifumi, nhà sản xuất của loạt Story of Seasons thì tính năng chính của trò chơi là sự kết nối.

### Trade Depot
Để vận hành trang trại của mình một cách hiệu quả, người chơi sẽ cần phải mua vật tư. Game có rất nhiều cửa hàng mà bạn có thể đến để mua hạt giống, bản thiết kế, dụng cụ nấu ăn và công thức nấu ăn, mẫu may và bất cứ thứ gì khác mà bạn có thể cần để chăm sóc trang trại của mình.
Trong Story of Seasons không có thùng vận chuyển như các phần trước đây, người chơi kiếm tiền bằng cách bán nông sản, các sản phẩm từ sữa và cây trồng của họ cho các quốc gia khác trong trò chơi thông qua Trade Depot. Một số quốc gia thích loại mặt hàng này hơn loại mặt hàng khác và có thể phải đi đến các quốc gia khác để giao hàng. Dữ liệu trang trại có thể được trao đổi với những người chơi khác bằng cách sử dụng StreetPass.

### Trồng trọt
Việc canh tác đã được đơn giản hóa thành ô 3x3. Người chơi có thể thực hiện việc gieo hạt, tưới nước và thu hoạch trên toàn bộ mẫu ruộng 3x3 thay vì mỗi lần một ruộng. Điều này cho phép người chơi có thời gian quan tâm đến nhiều lĩnh vực khác trong thời gian ngắn hơn. Cây trồng không chuyển sang mùa tiếp theo giống như trong A New Beginning; một khi mùa đầu tiên của mùa tiếp theo quay lại, tất cả các cây trồng của mùa trước sẽ bị héo và chết.
Trò chơi mang đến khái niệm mới về những kình địch và nhiệm vụ cần vượt qua. Người chơi cạnh tranh với các nông dân đối thủ để có thêm đất trồng. Có nhiều vùng đất và nhân vật kình địch, thi thố với nhau qua ba phần: các  lễ hội, số lượng vật phẩm được vận chuyển và số tiền kiếm từ việc vận chuyển vật phẩm. Sau khi chiến thắng, người chơi có thể thuê ruộng trong một khoảng thời gian tạm thời, cho đến khi hết thời gian và họ sẽ bị những người nông dân khác thách thức lại nếu họ không gia hạn kịp thời.

### Khu bảo tồn động vật
Người chơi có thể dựng một khu Safari để bảo tồn động vật hoang dã, là chỗ ở của nhiều loài động vật kỳ lạ như khỉ và vẹt. Những dân làng khác sẽ tham quan Safari, tương tự như Garden Tour trong A New Beginning. Các động vật kỳ lạ sẽ thêm vào Safari thông qua việc mở khóa chúng từ các nhà cung cấp trong trò chơi, nếu hai bên có mối quan hệ tốt với nhau. Có những động vật khác mà người chơi chỉ có thể nuôi khi đáp ứng các điều kiện nhất định.
Nếu người chơi trở nên thân thiện với các loài động vật, thường xuyên tương tác với chúng, họ có thể nuôi thêm nhiều loài động vật khác trong Safari. Người chơi có thể đem theo các động vật trong nông trại và chăm sóc chúng trong Safari để chúng trở nên vui vẻ hơn và giảm căng thẳng. Trong Safari có một hầm mỏ, có thể tìm thấy đá và khoáng chất quý hiếm bằng búa và xẻng.

### Hẹn hò và kết hôn
Giống với các phiên bản khác của loạt này, trò chơi cũng có cơ chế hẹn hò và có sáu ứng viên kết hôn để người chơi tự lựa chọn. Kết hôn không ảnh hưởng đến cốt truyện và không mở khóa bất kỳ thứ gì, nhưng người bạn đời sẽ tự đi kiếm đồ ăn và các món đồ khác cho nhà bạn sau khi kết hôn. Ứng viên kết hôn phụ thuộc vào giới tính của nhân vật mà người chơi đã chọn lúc bắt đầu.
Để kết hôn, người chơi phải nâng cao mức độ tình bạn với ứng viên, xem tất cả bốn sự kiện hoa, kích hoạt thông qua mức độ tình bạn cụ thể (hoặc cao hơn), cũng như nâng cấp kích thước nhà và đem tặng một chiếc lông vũ màu xanh. Người chơi có thể xem hai trong số các sự kiện trước khi nhận một chiếc nhẫn cam kết nhằm cho biết rằng họ đang hẹn hò, để có thể tiếp tục xem hai sự kiện còn lại. Sau khi trao nhẫn cho ứng viên, người chơi không được phép xem các sự kiện của các ứng viên khác.

### Những tính năng khác
Tùy chỉnh nhân vật tương tự như Harvest Moon: A New Beginning. Người chơi có thể tự chọn kiểu tóc và màu tóc, mắt, màu da, mũ, kính, trang phục và đeo tối đa ba phụ kiện.
Ngoài ra trong trò chơi còn có tính năng kết hợp. Người chơi trang bị một số trang sức nhất định như nhẫn, vòng cổ và hoa tai để phục hồi sức chịu đựng và sức khỏe. Có một vài kết hợp có thể làm tăng giá của món đồ mà người chơi bán cho dân làng, cũng như kết hợp các vật phẩm sẽ làm giảm lượng thời gian cần thiết để tạo ra chúng.

## Chế độ nhiều người chơi
Chế độ này sẽ được mở khóa vào ngày 26 mùa xuân, năm thứ nhất, người chơi có thể chơi với nhiều người khác qua kết nối mạng Local hoặc Internet và với "Bất kỳ ai" hoặc "Bạn bè", sau này có thêm yêu cầu bắt buộc tất cả các bên phải đăng ký mã bạn bè 3DS. Người chơi có thể tạo phòng cho tối đa ba người khách hoặc tự tìm một phòng đã được mở sẳn, trong màn hình tùy chỉnh ban đầu. Người chơi cần chuẩn bị ba phần quà cho mỗi người đến thăm, và người chơi tìm trang trại để đến thăm cũng cần chuẩn bị một phần quà cho chủ nhà. Số lượng quà đa dạng từ 1 đến 5, tùy theo loại vật phẩm. Có một số mặt hàng không thể giao dịch, ví dụ vật liệu quý hiếm như orichalcum, bạch kim; sản phẩm đạt cấp độ vàng hoặc cộng; một số quần áo và nón...
Trong chuyến thăm, người chơi có thể sử dụng một cây đũa thần để hóa phép lên cây trồng và vật nuôi của chủ nhà. Thực vật sẽ nhận được điểm sao và mức độ căng thẳng của động vật sẽ được giảm bớt (tuy nhiên, nó không làm tăng hạng sao sản phẩm). Tổ chức một phòng cho nhiều người chơi trong trò chơi này rất có lợi để tăng thứ hạng sao của cây. Sử dụng đũa phép trên người chơi khác sẽ cho họ khả năng lơ lửng giữa không trung bằng cách nhấn và giữ nút B. Bên cạnh việc thưởng thức các thiết kế nông trại, người chơi còn có thể nhìn vào bên trong ngôi nhà của chủ nhà và chiêm ngưỡng thiết kế nội thất.
Không giống như phiên bản tiền nhiệm, A New Beginning, phần chơi mạng trong Story of Seasons bị khóa theo khu vực, có nghĩa là giao dịch và thăm trang trại chỉ có thể được thực hiện giữa những người chơi từ cùng khu vực. Điều này đã gây ra sự bối rối và thất vọng cho một số người chơi ở khu vực Châu Âu và Bắc Mỹ, và hạn chế này được cho là nguyên nhân dẫn đến tỷ lệ phòng trong phần chơi mạng thấp.

## Doanh thu
Story of Seasons là một trong những game bán chạy nhất ở Nhật vào tháng 3 năm 2014 với 131.000 bản.
Tháng 7 năm 2015, XSeed thông báo Story of Seasons là trò chơi bán chạy nhất của hãng với hơn 100.000 bản bán ra ở Bắc Mĩ.

## Tiếp nhận
IGN chấm điểm 8.4/10 điểm với nhận xét "Story of Seasons tích hợp sự thành công cả về mặt cung cầu và cách chơi kiểu sim vào cuộc sống nông trại".
Brittany Vincent của Destructoid đánh giá trò chơi 8/10 điểm với nhận xét "rất đáng tiền và không phí thời gian chơi".
Trò chơi nhận số điểm 76/100 ở Metacritic dựa trên 39 bài đánh giá cho thấy sự "yêu thích chung".